# Ernest Hoschedé

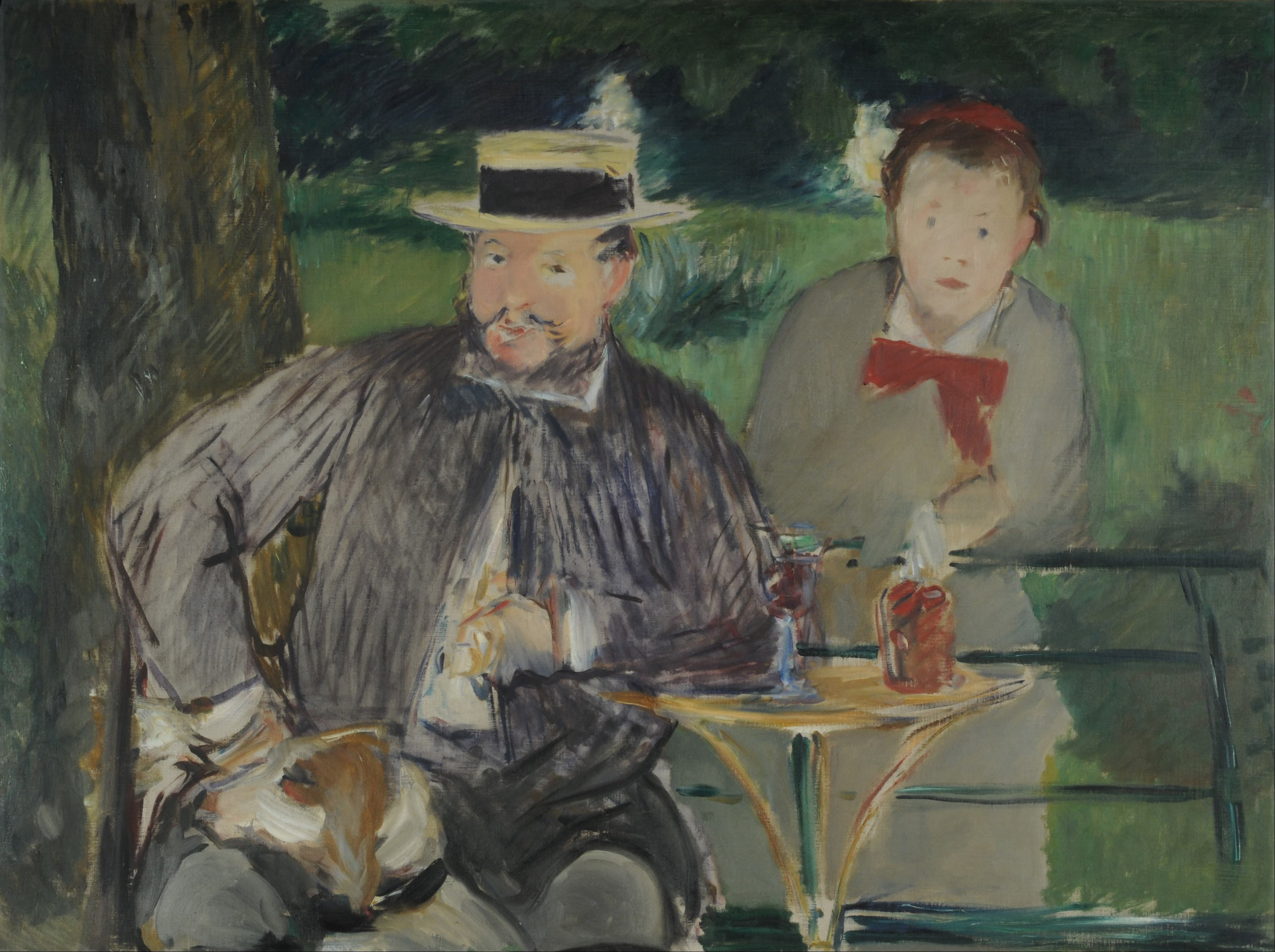
Édouard Manet, Ernest Hoschedé con su hija Marthe, 1876, Museo Nacional de Bellas Artes, Buenos Aires.

Ernest Hoschedé (18 de diciembre de 1837 – 19 de marzo de 1891) fue un magnate de los grandes almacenes de París. También durante el periodo exitoso de su vida, fue coleccionista de arte y crítico. Perdió su colección de arte impresionista cuando cayó en la bancarrota en 1877-1878. Trasladó a su familia a la casa de Claude Monet en Vétheuil. Mientras él vivía en París y trabajaba en Le Voltaire y después en el Magazine Français Illustré, su familia continuó viviendo con los Monet antes y después de su muerte. Un año después de su fallecimiento, su esposa Alice Hoschedé se casó con Claude Monet, de quien probablemente había sido amante los años anteriores.

## Primeros años

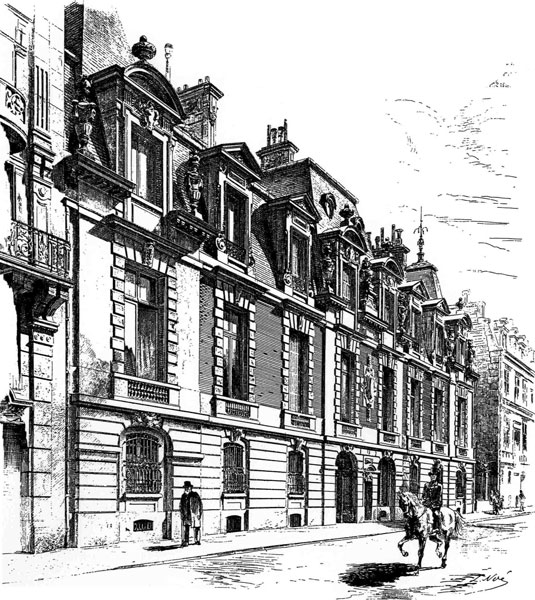
64 Rue de Lisbonne, París, 1878, Casa de Ernest y Alice Hoschedé.

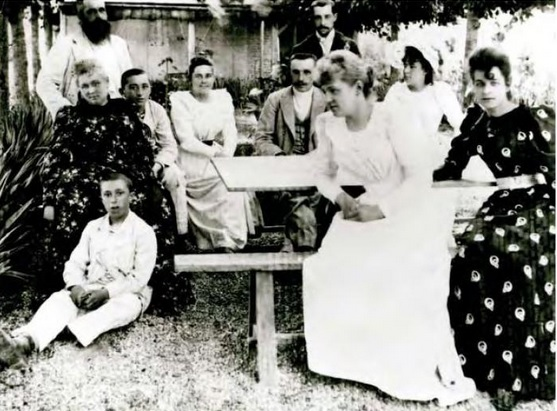
Las familias Monet y Hoschedé c. 1880, de izquierda a derecha: Claude Monet, Alice Hoschedé, Jean-Pierre Hoschedé, Jacques Hoschedé, Blanche Hoschedé Monet, Jean Monet, Michel Monet, Martha Hoschedé, Germaine Hoschedé, y Suzanne Hoschedé.

Ernest Hoschedé era hijo de un rico comerciante de chales y encajes finos.

## Matrimonio
Hoschedé se casó con una mujer belga, Alice Raingo, que era también de una familia rica. Vivieron en París en 64 Rue de Lisbonne y tuvieron un sitio de descanso en Montgeron, al sureste de París, el Château de Rottembourg. Organizaban lujosos entretenimientos en el château, incluyendo la contratación de un tren desde París para transportar a los invitados.

## Trayectoria artística
Hoschedé fue director de grandes almancenes en París, crítico de arte, y coleccionista de arte. Coleccionó y vendió trabajos de Claude Monet, Edgar Degas, Camille Pissarro y Alfred Sisley.
Fue conocido como mecenas de Claude Monet y otros pintores impresionistas. También se convirtió en buen amigo de Monet. En 1876, Hoschedé le encargó unos paneles decorativos para el Château de Rottembourg y varias pinturas de paisaje. Según el Nineteenth-century European Art: A Topical Dictionary, pudo haber sido durante esta visita que Monet empezó una relación con Alice Hoschedé y su hijo más pequeño, Jean-Pierre, podría ser de Monet.
Hoschedé vivía un "estilo de vida extravagante" por lo que acabó en bancarrota en 1877. Durante un tiempo, Hoschedé fue a Bélgica para huir de sus acreedores. Su colección de arte fue subastada en junio de 1878 por una fracción de su valor. Esto fue un golpe para los impresionistas, especialmente Monet. Aunque sorprendido por el fracaso financiero de Hoschedé, Monet fue "rápido en ofrecerle su ayuda", invitando a los Hoschedé a vivir con él y su familia.

## Vida con los Monet
Hoschedé, su mujer y sus hijos se mudaron a una casa en Vétheuil con Monet, su esposa enferma Camille, y los dos hijos de los Monet, Jean y Michel. Necesitando una casa más grande para los 12 miembros de las familias Monet y Hoschedé y los criados de los Monet, se trasladaron a una casa más grande en la carretera de Vétheuil a La Roche-Guyon.

## París
Hoschedé pasaba la mayor parte del tiempo en París, habiendo encontrado trabajo en el diario Le Voltaire. Mantenía a su familia en Vétheuil donde era más barato vivir. Después de la muerte de Camille Monet en 1879, Monet y Alice (junto con los niños de las dos familias respectivas) continuaron viviendo juntos en Poissy y más tarde en Giverny.
Trabajó después en el Magazine Français Illustré como editor de arte. Hoschedé desarrolló un caso grave de gota a principios de 1891 después de años de excesos con la comida y la bebida. Cuando su enfermedad se agravó, Alice fue a París para cuidarle.

## Muerte
Ernest Hoschedé murió en 1891 pobre y enfermo. Su funeral y entierro, el cual se realizó en Giverny a petición de sus hijos, fueron pagados por Monet.
Al año siguiente Alice se casó con Claude Monet.